# Halve marathon van Egmond 1988
De halve marathon van Egmond 1988 vond plaats op zondag 10 januari 1988. Het was de zestiende editie van deze halve marathon. De hoofdsponsor van het evenement was Nationale Nederlanden. Een recordaantal van 7750 deelnemers had zich ingeschreven. De lichte rugwind en tien graden boven nul zorgde deze editie voor vele persoonlijke records.
De Nederlander Marti ten Kate won de wedstrijd bij de mannen in 1:03.25. Dit was de tweede maal in zijn sportieve loopbaan dat hij Egmond op zijn naam schreef. De overwinning bij de vrouwen ging naar de Deense Kersti Jacobsen. Met haar finishtijd van 1:14.55 verbeterde ze het parcoursrecord, dat sinds het jaar ervoor met 1:19.30 in handen was van de Belgische Magda Ilands.

## Uitslagen

### Mannen
| Positie | Atleet           | Land       | Tijd           |
| ------- | ---------------- | ---------- | -------------- |
| 1       | Marti ten Kate   | Nederland  | 1:03.25        |
| 2       | Henrik Jørgensen | Denemarken | 1:03.53        |
| 3       | Rob de Brouwer   | Nederland  | 1:04.11        |
| 4       | Tonnie Dirks     | Nederland  | 1:04.20        |
| 5       | Geert De Ruddere | België     | 1:04.42        |
| 6       | Gerard Nijboer   | Nederland  | onbekende tijd |
| 7       | Alex Hagelsteens | België     | onbekende tijd |
| 8       | John Vermeule    | Nederland  | onbekende tijd |

### Vrouwen
| Positie | Atlete          | Land       | Tijd    |
| ------- | --------------- | ---------- | ------- |
| 1       | Kersti Jacobsen | Denemarken | 1:14.55 |
| 2       | Barbara Kamp    | Nederland  | 1:15.17 |
| 3       | Kirsten Hausken | Noorwegen  | 1:16.27 |

1973 ·
1974 ·
1975 ·
1976 ·
1977 ·
1978 ·
1979 ·
1980 ·
1981 ·
1982 ·
1983 ·
1984 ·
1985 ·
1986 ·
1987 ·
1988 ·
1989 ·
1990 ·
1991 ·
1992 ·
1993 ·
1994 ·
1995 ·
1996 ·
1997 ·
1998 ·
1999 ·
2000 ·
2001 ·
2002 ·
2003 ·
2004 ·
2005 ·
2006 ·
2007 ·
2008 ·
2009 ·
2010 ·
2011 ·
2012 ·
2013 ·
2014 ·
2015 ·
2016 ·
2017 ·
2018 ·
2019 ·
2020 ·
2021 ·
2022 ·
2023 ·
2024 ·
2025